# Vàlvula de disc autocentrat
La vàlvula de disc autocentrat , originalment patentat a la dècada del 1970 per NEYRPIC, una fàbrica francesa d'equipaments hidràulics, es basa en la propietat dels dolls d'aigua verticals de centrar un disc pla solidari d'un eix articulat en el seu extrem superior el disc sura, se centra i queda en equilibri sense altra intervenció exterior que la reacció de la subjecció, provocant una dispersió radial de l'aigua. Si el punt d'articulació es troba en l'eix vertical del raig, l'equilibri és perfectament estable.
Si amb un esforç suficient s'intenta apropar el disc a la vora de l'orifici, aquest roman sempre perfectament centrat, però redueix progressivament la secció del pas i limita el cabal fins a anul·lar-se. Aquest és el principi del funcionament d'aquesta vàlvula molt senzilla, que s'opera mitjançant un flotador unit per una palanca a la vareta solidària amb el disc pla.